# Nicolae Mischie
Nicolae Mischie (n. 2 martie 1945, Godinești, Gorj, România – d. 15 aprilie 2018, București, România) a fost un om politic din România, membru al PSD, deputat și președinte al Consiliului Județean Gorj.

## Activitate profesională
Nicolae Mischie a fost profesor de istorie la Liceul Pedagogic din Târgu-Jiu din anul 1997 și apoi director adjunct. Tot din anul 1997, a fost conferențiar la Universitatea Constantin Brâncuși din Târgu Jiu, iar după anul 2000, profesor universitar.

## Activitate politică
Nicolae Mischie a fost ales membru al Camerei Deputaților din România în legislaturile 1990–1992 (din partea FSN) și 1992–1996 (din partea PDSR). În septembrie 1996 a demisionat din funcția de deputat pe data de 3 septembrie 1996 și a fost înlocuit de deputatul Ion Tomescu. Nicoale Mischie a fost ales președinte al Consiliului Județean Gorj. Nicolae Mischie a fost ales senator în legislatura 2000–2004 (tot din partea PDSR), ales în județul Gorj și în decembrie 2000 a renunțat la mandat pentru a deveni președinte al Consiliului județean Gorj, fiind înlocuit de Ion Hîrșu. În perioada 1996––2004, Nicolae Mischie a ocupat atât funcția de președinte al Consiliului Județean Gorj cât și pe cea de președinte al filialei Gorj a PSD. Aceste funcții importante pe plan județean au făcut ca presa gorjeană să-l denumească baron local din cauza puterii considerabile pe care o exercita asupra instituțiilor administrative de la nivelul județului, ziarul Adevărul considerându-l chiar definitoriu pentru acest concept. În 2004 a fost exclus din PSD și a candidat pentru un nou mandat de președinte de CJ, fără să fie ales. 
În primăvara din 2008, Mischie s-a înscris în Partidul Noua Generație - Creștin Democrat (PNG-CD), condus de Gigi Becali, pentru a candida pentru un mandat de deputat din partea acestuia. A plecat din PNG-CD în iulie și s-a înscris în Partidul România Mare, apoi în Partidul Socialist Român.

## Condamnări penale

### Fapte de corupție
Fostul președinte al Consiliului Județean Gorj, Nicolae Mischie, a fost acuzat de procurori că ar fi primit mită în valoare de mai multe sute de mii de euro, sub formă de mașini, mobilier, aparatură electrocasnică sau lucrări de construcții, de la un om de afaceri pe care l-ar fi ajutat să obțină contracte publice preferențiale.
Ancheta penală a început în 2004, iar pe 12 iulie 2007, Mischie a fost condamnat în primă instanță la patru ani de închisoare cu executare. Nicolae Mischie a declarat că procesul ar fi fost unul politic și a acuzat magistrații că l-au condamnat fără a-l audia, deși în realitate fusese audiat de procurori. Sentința a fost menținută și la apelul judecat la Curtea de Apel Timișoara (17 februarie 2010) și de Înalta Curte de Casație și Justiție la 3 martie 2011.
În martie 2013, a fost eliberat condiționat, obținând o reducere cu 102 zile a sentinței datorită publicării monografiei Godinești - file de istorie despre localitatea sa natală, deoarece legea permite ca un deținut să poată fi eliberat mai devreme dacă scrie cărți în timpul detenției, indiferent de valoarea lor artistică sau științifică și de modul în care sunt ele publicate. Ulterior, Mischie a reclamat la Curtea Europeană pentru Drepturile Omului condițiile de detenție și durata lungă a procesului, primind despăgubiri de 4300 de euro, dar nefiind exonerat pentru faptele de corupție. Chiar și după executarea pedepsei, Mischie a continuat pe site-ul său personal să-și susțină nevinovăția.

### Deținere de arme ilegale
Anterior, în 2002, Mischie a fost anchetat pentru deținerea unei arme ilegale, achiziționate din Elveția. Inițial, în 2005, Tribunalul Gorj l-a achitat; dar Parchetul a făcut recurs la Înalta Curte de Casație și Justiție, care l-a condamnat pe Mischie la un an de închisoare cu suspendare. Mischie a contestat acest verdict la Curtea Europeană a Drepturilor Omului, care a constatat că judecarea recursului nu s-a bazat pe probe noi, ci doar s-au reanalizat probele existente, ceea ce a încălcat dreptul lui Mischie la un proces echitabil, el primind o despăgubire de 3000 de euro.

### Activitate parlamentară
- Sinteza activitatii parlamentare în legislatura 1990-1992 Arhivat în 19 septembrie 2016, la Wayback Machine., cdep.ro
- Sinteza activitatii parlamentare în legislatura 1992-1996 Arhivat în 6 martie 2019, la Wayback Machine., cdep.ro
- Sinteza activitatii parlamentare în legislatura 2000-2004 Arhivat în 9 decembrie 2022, la Wayback Machine., cdep.ro